# Biełousowka (obwód orenburski)
Biełousowka (ros. Белоусовка) – wieś (sieło) w Rosji, w obwodzie orenburskim, w rejonie sakmarskim. W 2010 liczyła 892 mieszkańców.